# Barbadungo Itsasadarra / Ría del Barbadun
Barbadungo Itsasadarra / Ría del Barbadun este o arie protejată (arie specială de conservare — SAC, sit de importanță comunitară — SCI) din Spania întinsă pe o suprafață de 49,76 ha, integral pe uscat.

## Localizare
Centrul sitului Barbadungo Itsasadarra / Ría del Barbadun este situat la coordonatele 43°20′43″N 3°06′56″W / 43.3452°N 3.1155°V.

## Înființare
Situl Barbadungo Itsasadarra / Ría del Barbadun a fost declarat sit de importanță comunitară în mai 2003 pentru a proteja 35 de specii de animale. Situl a fost protejat și ca arie specială de conservare în octombrie 2012.

## Biodiversitate
Situată în ecoregiunile atlantică și marină Atlantică, aria protejată conține 13 habitate naturale: Pășuni atlantice udate de apa mării (Glauco-Puccinellietalia maritimae), Pajiști uscate europene, Salicornia și alte specii anuale care populează regiunile mlăștinoase și nisipoase, Vegetație anuală la limita mareei, Terase mlăștinoase și terase nisipoase neacoperite de apă la reflux, Estuare, Dune mobile cu vegetație embrionară, Tufărișuri halofile mediteraneene și termo-atlantice (Sarcocornetea fruticosi), Lande oro-mediteraneene cu formațiuni endemice de grozamă, Păduri de Quercus ilex și Quercus rotundifolia, Dune de coastă fixe cu vegetație erbacee („dune gri”), Dune mobile de-a lungul țărmului cu Ammophila arenaria („dune albe”), Pajiștile Spartina (Spartinion maritimae).
La baza desemnării sitului se află mai multe specii protejate:
- păsări (34): fluierar de munte (Actitis hypoleucos), pescăruș albastru (Alcedo atthis), rață pitică (Anas crecca), stârc cenușiu (Ardea cinerea), stârc roșu (Ardea purpurea), Calidris alba, fugaci de țărm (Calidris alpina),  prundaș gulerat mic (Charadrius dubius), prundaș gulerat mare (Charadrius hiaticula), gușă vânătă (Cyanecula svecica), egretă mică (Egretta garzetta), becațină comună (Gallinago gallinago), pescăruș negricios (Larus fuscus), pescăruș-cu-cap-negru (Larus melanocephalus), Larus michahellis, pescăruș râzător (Larus ridibundus), sitar de mâl (Limosa limosa), gaia neagră (Milvus migrans), gaia roșie (Milvus milvus), codobatura galbenă (Motacilla flava), culic mare (Numenius arquata), Numenius phaeopus, stârc de noapte (Nycticorax nycticorax), vultur pescar (Pandion haliaetus), cormoran mare (Phalacrocorax carbo), ploier auriu (Pluvialis apricaria), ploier argintiu (Pluvialis squatarola), cristei de baltă (Rallus aquaticus), mărăcinar (Saxicola rubetra), turturică (Streptopelia turtur), corcodel mic (Tachybaptus ruficollis), fluierar de mlaștină (Tringa glareola), fluierarul cu picioare roșii (Tringa totanus), nagâț (Vanellus vanellus)
- pești (1): somonul (Salmo salar)

Pe lângă speciile protejate, pe teritoriul sitului au mai fost identificate 9 specii de plante, 2 specii de păsări, 5 specii de pești.